# Pristimantis torrenticola
Pristimantis torrenticola es una especie de anfibio anuro de la familia Craugastoridae.

## Distribución
Esta especie es endémica del departamento de Caldas en Colombia. Habita en el municipio de Samaná entre los 1 800 y 2 400 m de altitud en la ladera oriental de la Cordillera Central.

## Descripción
Los machos miden de 26.2 a 32.1 mm y las hembras de 39.7 a 52.6 mm.

## Publicación original
- Lynch & Rueda-Almonacid, 1998 : Additional new species of frogs (genus Eleutherodactylus) from cloud forests of eastern Departamento de Caldas, Colombia. Revista de la Academia Colombiana de Ciencias Exactas Físicas y Naturales, vol. 22, n.º 83, p. 287-298[5]